# Юлиус Лебер
Юлиус Лебер (на немски: Julius Leber) е германски политик и борец от съпротивата, участвал в опита за убийство на фюрера Адолф Хитлер от 20 юли 1944 г..

## Биография

### Произход и образование
Лебер е роден в Бишайм. Завършва училище в Брайсах през 1908 г. От 1910 г. той посещава Oberrealschule (висше професионално училище) и започва да сътрудничи на вестници. За да финансира обучението си, той работи като учител.
През 1913 г. Лебер изучава национална икономика и история в Страсбург и в Университета във Фрайбург на Брайсгау. Той също така се присъединява към Социалдемократическата партия на Германия през тази година. През 1914 г. с избухването на Първата световна война Лебер доброволно се записва на фронта.

### Военна служба
Като войник Лебер е ранен два пъти, повишен в лейтенант и служи след войната в Райхсвера (редовна армия) с гранични охранителни части на изток. По времето на Каповски пуч през 1920 г., той заема страната на Ваймарската република. Впоследствие той напуска Райхсвера в знак на протест, тъй като някои от лидерите му стоят зад пуча. След напускането на Райхсвера Лебер получава докторска степен от университета във Фрайбург.

### Политическа кариера
През 1921 г. Лебер става главен редактор на социалдемократическия вестник Lübecker Volksboten, за който и тогава ученикът Вили Бранд пише още в началото на 1930-те години. Той е член на градския съвет на Любек от 1921 до 1933 г. Като член на Райхстага от 1924 г., Лебер се занимава преди всичко с отбранителната политика.

### Съпротива срещу националсоциализма
Адолф Хитлер идва на власт през 1933 г., след което има опит за убийство на Лебер. Той е задържан, освободен след натиск от колегите му от Любек, а след това арестуван отново през март. През 1933 г. той е затворен от нацистите и по-късно в концентрационния лагер Захсенхаузен като „опасен противник на режима“ до 1937 г. След освобождаването си, той работи като търговец на въглища в Берлин-Шьонеберг, което замаскира по-важната му роля в съпротивата срещу режима на нацистите.
През 1940 г. Лебер търси контакт с ръководството на въоръжените сили и се запознава с Клаус фон Щауфенберг. След това той е в контакт с Карл Фридрих Гьорделер и кръга Крейсау около Хелмут Джеймс фон Молтке. Кръгът на Щауфенберг предвижда Лебер като нов министър на вътрешните работи на Германия след планирания държавен преврат.

### Процес и екзекуция
Лебер е предаден от информатор сред нелегална комунистическа група, водена от Антон Зефков, с когото търси контакт. Той е арестуван от Гестапо на 5 юли 1944 г., 15 дни преди заговора от 20 юли в Източна Прусия. На 20 октомври Лебер е осъден на смърт и екзекутиран на 5 януари 1945 г. в затвора Пльоцензе в Берлин.